# Chiesa di San Teonisto
La chiesa di San Teonisto è un edificio religioso, oggi sconsacrato, di Treviso.

## Storia
Annessa all'ex monastero di San Teonisto, fu sede cittadina distaccata della grande abbazia di Santa Maria Assunta di Mogliano Veneto almeno dal 1175. Dagli inizi del XV secolo le religiose lasciarono le strutture moglianesi per trasferire definitivamente il capitolo nel più sicuro convento posto entro le mura cittadine. La costruzione della chiesa risale proprio a quel periodo, in particolare a partire dal 1454. Ben presto le monache accumularono un gran numero di ricchezze, che permise loro di arricchire la chiesa di diversi tesori. Tra questi spiccava l'organo di Gaetano Callido del 1781, op. 172, racchiuso in una sfarzosa cassa dorata.
Nel 1758 la chiesa venne sopraelevata e fu realizzata l'attuale facciata, in stile neoclassico, su progetto dall'architetto e studioso Giordano Riccati. Nello stesso anno, Jacopo Guarana decorò l'intero soffitto della chiesa con il dipinto L'Assunzione della Vergine, opera oggi perduta, mentre Domenico Fossati dipinse le quadrature laterali.
Il monastero fu soppresso dai decreti napoleonici il 10 maggio 1810, e vi venne trasferito, nel 1811, un collegio femminile gestito dalle monache domenicane, alle quali successero nel 1834 delle insegnanti laiche. Il collegio femminile diventato comunale rimase attivo fino al 1915, mentre nel maggio del 1941 il complesso degli edifici conventuali passarono all'adiacente seminario vescovile, con l'eccezione della chiesa e del campanile che, pur se in gestione alla diocesi, rimasero di proprietà comunale.
La chiesa fu gravemente danneggiata da un bombardamento aereo il 28 dicembre 1944, venne sconsacrata e rimase per un lungo periodo pericolante e in stato di abbandono. 
L'edificio è stato acquistato nel 2009 dall'imprenditore Luciano Benetton, interessato alla riqualificazione dell'aula come auditorium polivalente per la fondazione di famiglia. Nel 2013 è stato reso noto il progetto di recupero firmato dall'architetto Tobia Scarpa. Il restauro principale è giunto a termine a fine 2017 con la ricollocazione di quasi tutte le opere pittoriche originarie della chiesa. Nel 2023 è stato portato a compimento il restauro del frontone e del fregio.

## Descrizione
La facciata, neoclassica, è scandita da quattro paraste di ordine composito con capitello e base in marmo, che dividono la cornice marcapiano, e sorreggono un fregio continuo liscio sormontato da un frontone dentellato marmoreo. Al centro della facciata è incastonata una lastra in marmo recante la seguente iscrizione latina:
```
D.O.M.
VETVSTAM HANC AEDEM
TITVLO
SANCTORVM MARTYRVM
THEONISTI
THABRAE THABRATAE
DICATAM
SANCTI BENEDICTI MONIALES
E MOLIANENSI COENOBIO
SAECVLO XV HVC TRADVCTAE
IAMPRIDEM INSTAVRANDAM
MOX ELEVANDAM
PICTVRIS IN FORNICE
MARMORIBVS IN FRONTE
ORNANDAM CVRAVERVNT
A.A.V. MDCCLVIII
```

Il portale è timpanato.